# Rabo de nube
Rabo de nube es el cuarto álbum del cantautor cubano Silvio Rodríguez, sucesor del trabajo Mujeres, y uno de sus discos mejor evaluados por la crítica y sus seguidores.
En las primeras ediciones del disco es posible leer Rabo de Nube - Volumen I. En un primer momento se planteó el sacar una dilogía, pero Rabo de Nube II jamás llegó a editarse, pero que dejó en el público cubano una expectativa por largos años, ya que fue muy bien recibido e incluso se llegó a establecer nexos entre la música tradicional cubana y la evolución del rock anglosajón de los años 70 y 80 por los arreglos musicales del mismo.
Destaca este disco por la participación de Frank Fernández en los teclados y sintetizadores (Moog). También se debe destacar la sorprendente coda instrumental de «Testamento» (tema compuesto por el cantautor poco antes de partir hacia Angola). Colabora además la hermana de Silvio, Anabell López, en la canción «Te amaré» y Tita Parra en el tema «Testamento».
La canción que da nombre al disco ha sido retomada por grandes músicos de jazz como Charles Lloyd y Charly Haden. Por su parte, en su álbum Dos gardenias (2009), Sole Giménez realiza su versión a ritmo de latin jazz. También es citada por Ricardo Arjona en su éxito «Marta» y por Joaquín Sabina en «No permita la Virgen». Además, fue grabada por la banda inglesa-estadounidense The Pretenders y publicada en su álbum ¡Viva El Amor!, en 1999. 

## Lista de canciones
Todas las canciones escritas y compuestas por Silvio Rodríguez. 
| Lado A |                                  |          |  |
| N.º    | Título                           | Duración |  |
| 1.     | «Vamos a andar»                  | 3:56     |  |
| 2.     | «Rabo de nube»                   | 3:23     |  |
| 3.     | «El día feliz que está llegando» | 3:53     |  |
| 4.     | «Te amaré»                       | 3:30     |  |
| 5.     | «Fábula de los tres hermanos»    | 5:43     |  |

| Lado B |                           |          |  |
| N.º    | Título                    | Duración |  |
| 6.     | «Que ya viví, que te vas» | 2:55     |  |
| 7.     | «Con diez años de menos»  | 7:09     |  |
| 8.     | «Imagínate»               | 2:28     |  |
| 9.     | «Testamento»              | 8:14     |  |

## Músicos
- Silvio Rodríguez: voz, guitarra acústica, guitarra de doce cuerdas, bajo, bombo, sintetizador ARP Solina en "Vamos a andar", Tres y palmas en "Fábula de los tres hermanos", y batería en "Testamento".
- Frank Fernández: Sintetizador ARP Solina, espineta, piano en "Te amaré" y "Testamento", clavicémbalo en "El día feliz que está llegando" y "Que ya viví, que te vas", órgano Hammond en "El día feliz que está llegando" y "Testamento", sintetizador Moog en "Imagínate" y "Testamento".
- Norberto Carrillo: bongó y percusión en "Vamos a andar" y "Con diez años de menos".
- Yanela Lojos: arpa en "Rabo de nube".
- Anabell López: voz en "Te amaré".
- Alina Neira: chelo en "Te amaré".
- Ana Paz G.: palmas en "Fábula de los tres hermanos".
- Jorge Reyes: bajo en "Con diez años de menos".
- Pablo Menéndez: guitarra eléctrica en "Con diez años de menos".
- Tita Parra: voz de fondo en "Testamento".

## Créditos
- Grabado en el estudio de grabación de la EGREM (La Habana, Cuba).
- Dirección musical: Silvio Rodríguez
- Asesor artístico: Frank Fernández
- Ingeniero de sonido: Jerzy Belc
- Orquesta: Orquesta EGREM